# Ezzatollah Negahban
Ezzatollah Negahban, auch Ezat-Olah Negahban und Ezat Ol[l]ah Negahban bzw. Ezat O. Negahban (anhörenⓘ persisch عزت‌الله نگهبان [ɛzzætollɑh ɛ nɛgæhbɑn]; * 1. März 1926 in Ahvaz; † 2. Februar 2009 bei Orlando, Florida, Vereinigte Staaten) war ein iranischer Archäologe, der als Vater der modernen iranischen Archäologie gilt.

## Biografie
Nach dem Abschluss am Firuz Bahram-Gymnasium begann Ezzatollah Negahban sein Studium im Fach Archäologie an der Universität Teheran, wo er nach vier Jahren seinen Bachelor erwarb. Er erlangte 1954 seinen Master an der Universität Chicago, nachdem er seine Dissertation bei Donald McCown verfasst hatte. Er wurde 1955 zum außerordentlichen Professor und 1962 zum ordentlichen Professor in der Archäologie-Abteilung der Universität Teheran ernannt. Er gründete das iranische archäologische Institut dieser Universität, dessen technischer Direktor er von 1960 bis 1965 war. Von 1967 bis 1978 war Nehagban Leiter der Archäologie-Abteilung der Universität; 1975 wurde er Dekan der Philosophischen Fakultät, einen Posten, den er bis 1979 innehatte. Gleichzeitig arbeitete er von 1965 bis 1979 als technischer Berater des Ministeriums für Kultur. 1980 begann er seine bis ins Jahr 2000 andauernde Tätigkeit als Kurator des Museums der Universität Pennsylvania. Er leitete die Ausgrabungen zahlreicher archäologischer Fundplätze, wie des Gräberfelds Marlik in der Nähe von Rudbar, Haft Tepe in der Nähe von Susa und Ahvaz. Ab 1970 hatte er Grabungen in Sakzabad durchgeführt.

## Projekte

### Hauptsächliche Projekte
- Mehranabad, 1961
- Marlik, 1961–1962
- Haft-Tappeh, 1965–1979
- Qazvin-Ebene

### Andere Projekte
- Prospektion von Chorasan entlang der damaligen sowjetischen Grenze
- Prospektion der Kalardascht-Ebene, 1975–1976

## Veröffentlichungen (Auswahl)
- Preliminary Report on Marlik Excavation, Gohar Rud Expedition, Rudbar 1961–1962. Teheran 1964.
- The Seals of Marlik Tepe. In: Journal of Near Eastern Studies. Band 36, Nr. 2, 1977, S. 81–101.
- Marlik. The Complete Excavation Report (= University Museum Monograph. Band 87). Philadelphia (PA) 1996.